# Arnouville
Arnouville egy község Franciaországban. Lakosainak száma 14 898 fő (2022. január 1.).

## Földrajza
Arnouville Villiers-le-Bel, Garges-lès-Gonesse, Bonneuil-en-France, Gonesse és Sarcelles községekkel határos.

## Népessége
| Lakosok száma | 14 122 | 14 178 | 14 478 | 14 227 | 14 329 | 14 255 | 14 364 | 14 585 | 14 898 |
|               | 2013   | 2015   | 2016   | 2017   | 2018   | 2019   | 2020   | 2021   | 2022   |